# Falange Espanhola Tradicionalista e das Juntas de Ofensiva Nacional Sindicalista
A Falange Espanhola Tradicionalista e das Juntas de Ofensiva Nacional Sindicalista (em castelhano:  Falange Española Tradicionalista y de las Juntas de Ofensiva Nacional Sindicalista), abrev. FET y de las JONS, era o partido único da Espanha franquista criado em 19 de abril de 1937, por iniciativa da liderança do denominado Estado Nacional, por fusão dos distintos partidos e movimentos que apoiavam a insurreição militar (denominada Alzamento Nacional) que iniciou a guerra civil espanhola, e que não desapareceram realmente, mas antes se articularam nas denominadas famílias do franquismo. A FET y de las JONS concebeu-se como o ramo político do denominado Movimiento Nacional, conceito mais amplo que se definia pelo complexo mecanismo totalitário de inspiração fascista e que pretendia ser a única via de participação na vida pública espanhola. O seu discurso político expreasava também a mistura de elementos ideológicos e retóricos fascistas, ultranacionalistas, militaristas, tradicionalistas, conservadores, católicos (ou nacionalcatólicos), monárquicos etc.  O integralismo no Brasil e os contatos de latinos com a falange espanhola além dos contados com a Alemanha Nazi e o fascismo Italiano nos anos 30 e 40 foram intensificados.
O partido foi extinto em 13 de Abril de 1977, depois de 39 anos e 359 dias de existência, no contexto do processo denominado Transição Espanhola.

## Secretários-gerais

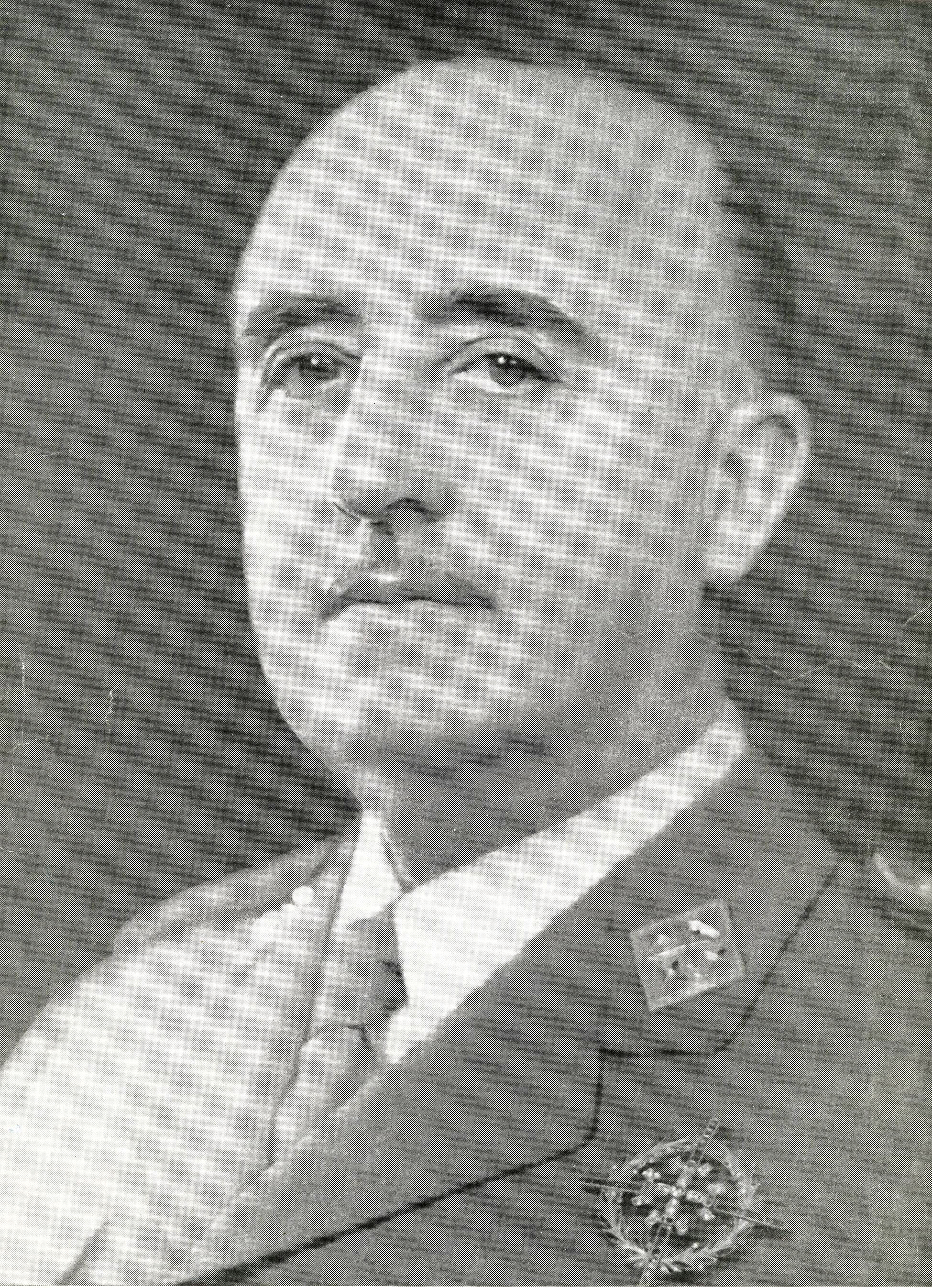
Francisco Franco foi o Líder Nacional da FET y de las JONS até à sua morte, em novembro de 1975.

|  | Raimundo Fernández-Cuesta  | 4 de dezembro de 1937   | 9 de agosto de 1939     |  |  |
|  | Agustín Muñoz Grandes      | 9 de agosto de 1939     | 16 de março de 1940     |  |  |
|  | José Luis Arrese           | 19 de maio de 1941      | 20 de julho de 1945     |  |  |
|  |                            |                         |                         |  |  |
|  | Raimundo Fernández-Cuesta  | 5 de novembro de 1948   | 15 de fevereiro de 1956 |  |  |
|  | José Luis Arrese           | 15 de fevereiro de 1956 | 25 de fevereiro de 1957 |  |  |
|  | José Solís Ruiz            | 25 de fevereiro de 1957 | 29 de outubro de 1969   |  |  |
|  | Torcuato Fernández-Miranda | 29 de outubro de 1969   | 3 de janeiro de 1974    |  |  |
|  | José Utrera Molina         | 3 de janeiro de 1974    | 11 de março de 1975     |  |  |
|  | Fernando Herrero Tejedor   | 11 de março de 1975     | 12 de junho de 1975     |  |  |
|  | José Solís Ruiz            | 13 de junho de 1975     | 11 de dezembro de 1975  |  |  |
|  | Adolfo Suárez              | 12 de dezembro de 1975  | 6 de julho de 1976      |  |  |
|  | Ignacio García López       | 7 de julho de 1976      | 13 de abril de 1977     |  |  |